# Ivana Spagna
Pour les articles homonymes, voir Spagna (homonymie).
 (juillet 2010).
Si vous disposez d'ouvrages ou d'articles de référence ou si vous connaissez des sites web de qualité traitant du thème abordé ici, merci de compléter l'article en donnant les références utiles à sa vérifiabilité et en les liant à la section « Notes et références ».
Ivana Spagna, ou simplement Spagna, est une auteure-compositrice-interprète, productrice et écrivaine italienne, née le 16 décembre 1954 à Valeggio sul Mincio dans la province de Vérone.
Avec plus de dix millions de disques vendus partout en Europe, elle est récompensée en 2006 pour l’ensemble de sa carrière par un disque d'or.

## Biographie
Après des succès d'estime comme la reprise de Mamy Blue en italien, elle commence une carrière en anglais et au début des années 1980, elle chante (avec Angela Parisi) et écrit des chansons pour un projet de duo italo disco appelé Fun Fun, ainsi que pour de nombreux autres projets de dance music jusqu'en 1986 où elle se lance dans une carrière solo.
Sa première chanson dance Easy Lady (1986) est un succès dans toute l'Europe. En 1987, elle sort son autre tube, Call Me qui se classe no 1 dans le hit parade européen et atteint la 2e place en Italie et au Royaume-Uni. Il est également classé no 13 au Billboard Dance Chart des États-Unis. Son premier album, Dedicated to the Moon, sort la même année et se vend à plus de 500 000 exemplaires.
Après le hit britannique Every Girl and Boy et un album dance-rock, You Are My Energy (1988), Spagna déménage à Santa Monica, en Californie, et enregistre son troisième album No Way Out (1991). Cet album comporte une chanson écrite par Diane Warren (There's a love) et deux singles (Love at First Sight et Only Words) qui ont culminé à la 5e place du classement italien. L'album a été certifié Platinum (plus de 100 000 exemplaires vendus).
En 1993, Spagna revient en Europe et enregistre Matter of Time, mettant en vedette les deux singles à succès d'Eurodance, Why Me (no 10 en Italie) et I always dream about you (no 5 en Italie).
En 1995, après la sortie de son dernier hit dance (Lady Madonna, no 4 en Italie), elle recommence à chanter dans son italien natal. Après avoir remporté un grand succès en Italie avec Il cerchio della vita, la version italienne de Circle of Life d’Elton John, présentée dans la bande originale italienne du film Disney Le Roi Lion, elle participe au Festival de Sanremo, le plus important concours de chanson italienne, et se classé 3e en 1995 avec la chanson Gente Come Noi. Son premier album en italien, Siamo in due, se vend à plus de 350 000 exemplaires et devient l'album le plus vendu d'une chanteuse en Italie cette année-là.
À partir de cette année, Spagna sort de nombreux albums à succès chantés en italien (notamment des tubes comme Siamo in due, E io penso a te, Lupi solitari, Indivisibili, Dov'eri, Il bello della vita - Chanson de la coupe du monde) jusqu'en 2003, année où elle quitte Sony Music pour chanter à nouveau en anglais. Elle signe avec le label suisse indépendant B&G et enregistre Woman, un album dance-pop contenant huit nouvelles chansons en anglais, deux en espagnol et une en français. L'album a engendré trois singles : Never say you love me, Woman et Do it with style. En 2004, une nouvelle version remixée de Easy Lady est sortie.
Les albums et les singles de Spagna se sont vendus à plus de 11 millions d'exemplaires dans le monde entier. En 2006, elle a reçu le Disco d'oro alla carriera (certification Or pour la carrière) de la Fédération italienne de l'industrie de la musique (FIMI). En février 2006, elle participe de nouveau au Festival de Sanremo avec la chanson Noi non possiamo cambiare et se classe en mai 2006 au troisième rang de l'émission de télévision de téléréalité italienne Music Farm.
En février 2009, elle sort un nouvel EP, Lola & Angiolina Project, en collaboration avec la rockstar italienne Loredana Bertè. Le premier single est une ballade rock Comunque vada.
En 2012, elle publie un nouvel album en langue anglaise, Four, avec des artistes tels que Brian Auger, Eumir Deodato, Dominic Miller, Lou Marini, Gregg Kofi Brown, Fabrizio Bosso et Ronnie Jones.
En 2014, en collaboration avec les producteurs de ses débuts, elle sort le single The Magic of Love et en 2015, deux autres singles : Baby not go et Straight to Hell, avec une vidéo inspirée de L'Étrange Histoire de Benjamin Button. En 2019, elle sort Cartagena, une nouvelle chanson pop en collaboration avec Jay Santos. La chanson s'est vendue à 200 000 exemplaires, son meilleur score depuis la fin des années 1990.

## Discographie

### Albums
| Année de parution | Titre de l'album                                       | Chiffres de vente | Observations                                 |
| ----------------- | ------------------------------------------------------ | ----------------- | -------------------------------------------- |
| 1987              | Dedicated To The Moon                                  | 500 000 copies    | Album en anglais                             |
| 1988              | You Are My Energy                                      | 1 000 000 copies  | Album en anglais                             |
| 1991              | No Way Out                                             | 100 000 copies    | Album en anglais                             |
| 1993              | Matter Of Time                                         |                   | Album en anglais                             |
| 1995              | Siamo in due                                           | 350 000 copies    | Album en italien                             |
| 1996              | Lupi solitari                                          | 400 000 copies    | Album en italien                             |
| 1997              | Indivisibili                                           | 150 000 copies    | Album en italien                             |
| 1998              | E che mai sarà - le mie più belle canzoni              | 150 000 copies    | Album en italien                             |
| 2000              | Domani                                                 | 50 000 copies     | Album en italien                             |
| 2001              | La nostra canzone                                      | 50 000 copies     | Album en italien et en français              |
| 2002              | Woman                                                  | 150 000 copies    | Album en anglais, en espagnol et en français |
| 2005              | Diario di bordo                                        |                   | Album en italien                             |
| 2006              | Diario di bordo - Voglio sdraiarmi al sole (réédition) |                   | Album en italien                             |
| 2009              | Lola & Angiolina Project - I Love You                  |                   | Album en italien                             |
| 2009              | Il cerchio della vita                                  |                   | Album en italien                             |
| 2010              | Buon Natale                                            |                   | Album en italien                             |
| 2012              | Four                                                   |                   | Album en anglais                             |

### Compilations
| Année de parution | Titre de l'album                            |
| ----------------- | ------------------------------------------- |
| 1993              | Spagna & Spagna : greatest hits             |
| 1997              | Best of the best : ballads                  |
| 1997              | Best of the best : dance collection         |
| 2004              | L'arte di arrangiarsi                       |
| 2009              | Easy lady (2009 remake)                     |
| 2011              | Greatest Hits (sous le nom de Ivana Spagna) |
| 2011              | Semplicemente veneta                        |
| 2014              | Remember Easy Hits                          |

### 45 tourset singles
| IVANA SPAGNA : - 1971 : Mamy blue - 1972 : Ari ari - 1972 : Ari ari (juke box Festivalbar) CAROL KANE : - 1983 : I don't believe MIRAGE : - 1983 : Woman FUN FUN : - 1983 : Happy station - 1984 : Color my love YVONNE KAY : - 1984 : Rise up (for my love) - 1985 : I've got the music in me SPAGNA : - 1986 : Easy lady - 1987 : Call me - 1987 : Dance dance dance - 1987 : Dedicated to the moon - 1987 : Sarah - 1988 : Every girl and boy | - 1988 : I wanna be your wife - 1989 : This generation - 1991 : Only words - 1991 : Love at first sight - 1992 : No more words - 1993 : I always dream about you - 1993 : Why me - 1994 : Lady Madonna - 1994 : Circle of life - 1994 : Il cerchio della vita - 1995 : Gente come noi - 1995 : Come il cielo - 1995 : Davanti agli occhi miei - 1995 : Siamo in due - 1996 : E io penso a te - 1996 : Ci sarò - 1996 : Lupi solitari - 1996 : Colpa del sole - 1996 : Ti amo - 1997 : Indivisibili - 1997 : Dov'eri - 1998 : E che mai sarà | - 1998 : Il bello della vita - 1998 : So volare - 1998 : Lay da da - 1999 : Senza catene (feat. Mario Lavezzi) - 2000 : Con il tuo nome - 2000 : Mi amor - 2001 : Quella carezza della - 2001 : Chievoverona, un mondo in giallo e blu - 2001 : Eloise - 2002 : Never say your love me - 2002 : Woman - 2002 : Rain and tears - 2003 : Do it with style - 2003 : No digas te quiero - 2004 : Dupotto ti amo - 2004 : Dove nasce il sole (feat. Nomadi) - 2005 : A chi dice no - 2005 : Day by day - 2006 : Voglio sdraiarmi al sole - 2006 : Noi non possiamo cambiare - 2006 : Vorrei fossi tu - 2007 : Gli occhi verdi dell' amore (feat. Zeta Clan) - 2008 : Dancing on the beach (feat. Robb Cole) - 2008 : Musica e parole (feat. Loredana Bertè) - 2009 : Comunque vada (feat. Loredana Bertè) - 2009 : Easy Lady Remake 2009 - 2010 : Call Me Remake 2010 - 2012 : Mamy Blue (sous pseudonyme de Kika Le Pen) - 2014 : The Magic of Love - 2015 : Baby Don't Go - 2015 : Straight To Hell - 2016 : D.A.N.C.E. - 2016 : A Natale crolla il mondo |

### Collaborations
| Année de parution | Artiste ou groupe                      | Titre                                              | Collaboration                             |
| ----------------- | -------------------------------------- | -------------------------------------------------- | ----------------------------------------- |
| 1982              | Advance                                | Take me to the top                                 | Auteure et compositrice                   |
| 1986              | Angie St Philip                        | Physical                                           | Auteure et compositrice                   |
| 1986              | Angie St Philip                        | A Promise We Made                                  | Auteure et compositrice                   |
| 1999              | Annalisa Minetti                       | One more time                                      | Auteure, compositrice et choriste         |
| 1983              | Baby's Gang                            | Happy song                                         | Auteure, compositrice et arrangeur vocal  |
| 1985              | Baby's Gang                            | America                                            | Auteure et compositrice                   |
| 1985              | Baby's Gang                            | Challenger                                         | Auteure et compositrice                   |
| 1985              | Baby's Gang                            | Happy Birthday                                     | Auteure et compositrice                   |
| 2004              | Billie Jean                            | I Need You                                         | Auteure et compositrice                   |
| 1985              | Boney M                                | Happy Song                                         | Auteure et compositrice                   |
| 1983              | Brando                                 | Rainy day                                          | Auteure, compositrice et choriste         |
| 1983              | Carole Kane                            | I don't believe                                    | Interprète et arrangeuse vocale           |
| 1994              | Corona                                 | Get up and boogie                                  | Auteure, compositrice                     |
| 1994              | Corona                                 | In the Name of Love                                | Auteure, compositrice                     |
| 1995              | Corona                                 | I Don't Wanna Be a Star                            | Auteure, compositrice                     |
| 1998              | David Rhodes                           | Canto di Kengah (B.O.F. la Gabbianella e il Gatto) | Interprète                                |
| 1998              | David Rhodes                           | So volare (B.O.F. la Gabbianella e il Gatto)       | Interprète                                |
| 1983              | Diego                                  | Walk in the night                                  | Auteure, compositrice et arrangeuse vocal |
| 1986              | Eugène                                 | Free your life                                     | Choriste                                  |
| 1983              | Fun Fun                                | Happy station                                      | Auteure, compositrice et interprète       |
| 1983              | Fun Fun                                | Give a little love again                           | Auteure, compositrice et interprète       |
| 1983              | Fun Fun                                | Sing Another Song                                  | Auteure, compositrice et interprète       |
| 1984              | Fun Fun                                | Color My Love                                      | Auteure, compositrice et interprète       |
| 1984              | Fun Fun                                | Give Me Your Love                                  | Auteure, compositrice et interprète       |
| 1984              | Fun Fun                                | Tell Me                                            | Auteure, compositrice et interprète       |
| 1985              | Fun Fun                                | Living in Japan                                    | Auteure, compositrice et interprète       |
| 1985              | Hot Cold                               | Love is a Game                                     | Auteure, compositrice et interprète       |
| 2000              | Jan Plestenjak                         | Dubro jutro                                        | Auteure, compositrice et choriste         |
| 1985              | Kasso                                  | A New Life                                         | Auteure et compositrice                   |
| 1994              | Ken Hunter                             | Ready for Love                                     | Auteure et compositrice                   |
| 1993              | Lou Grant                              | Take me up and down                                | Auteure et compositrice                   |
| 1994              | Maltese                                | I Hate Monday                                      | Auteure et compositrice                   |
| 1999              | Mario Lavezzi                          | Senza catene                                       | Auteure, compositrice et interprète (duo) |
| 1983              | Mike Cannon                            | Voices in the Dark                                 | Auteure, compositrice et choriste         |
| 1983              | Mirage                                 | Woman                                              | Interprète                                |
| 1992              | Morena                                 | Everyday                                           | Auteure et compositrice                   |
| 1994              | Next Block                             | Give me your love                                  | Interprète                                |
| 1994              | Phil & Stan                            | Perfet lover                                       | Auteure et compositrice                   |
| 1984              | Phil Grant                             | Hey girl                                           | Auteure et compositrice                   |
| 1987              | Rankati                                | Jane                                               | Productrice                               |
| 1999              | S Sense featuring Jenny B              | Gonna get your love                                | Auteure et compositrice                   |
| 1984              | Salvy & Giuly                          | Stop the world                                     | Auteure et compositrice                   |
| 1993              | Sophie                                 | Hold me                                            | Auteure et compositrice                   |
| 1984              | Stelee up                              | Waiting for you                                    | Auteure et compositrice                   |
| 1997              | Stefano Bozzetti                       | Come te                                            | Auteure et compositrice                   |
| 1984              | Theo s                                 | Hallucination                                      | Choriste                                  |
| 2007              | Tristan B                              | Siamo noi                                          | Auteure, compositrice et productrice      |
| 2007              | Tristan B featuring Ron & Ivana Spagna | You raise me up                                    | Interprète et productrice                 |
| 1983              | Yvonne Kay ou Yvonne K                 | I've got the music in me                           | Interprète                                |
| 1983              | Yvonne Kay ou Yvonne K                 | Music                                              | Auteure, compositrice et interprète       |
| 1985              | Yvonne Kay                             | Rise up (for my love)                              | Auteure, compositrice et interprète       |